# سكمبي

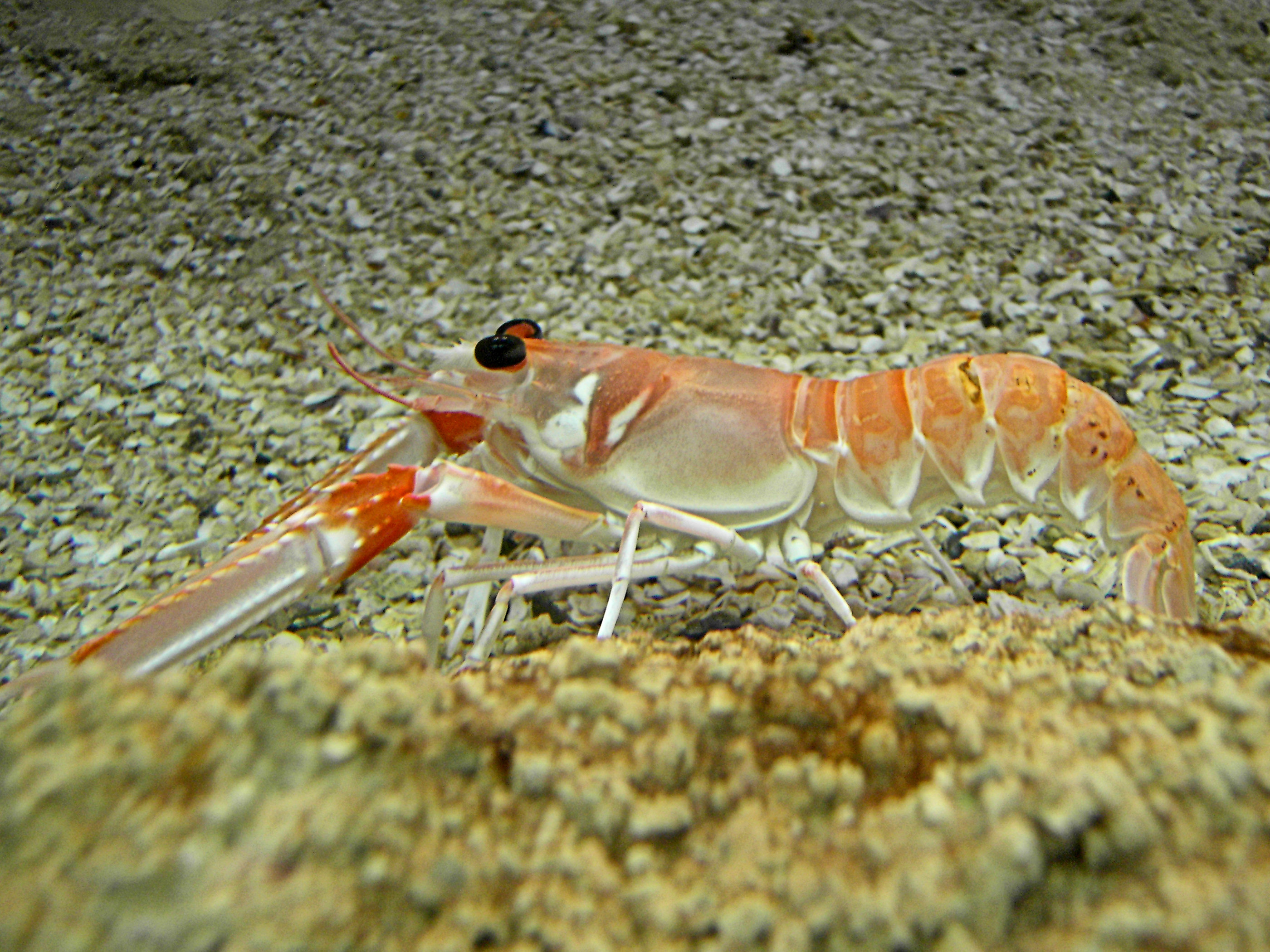
برغوث البحر النرويجي

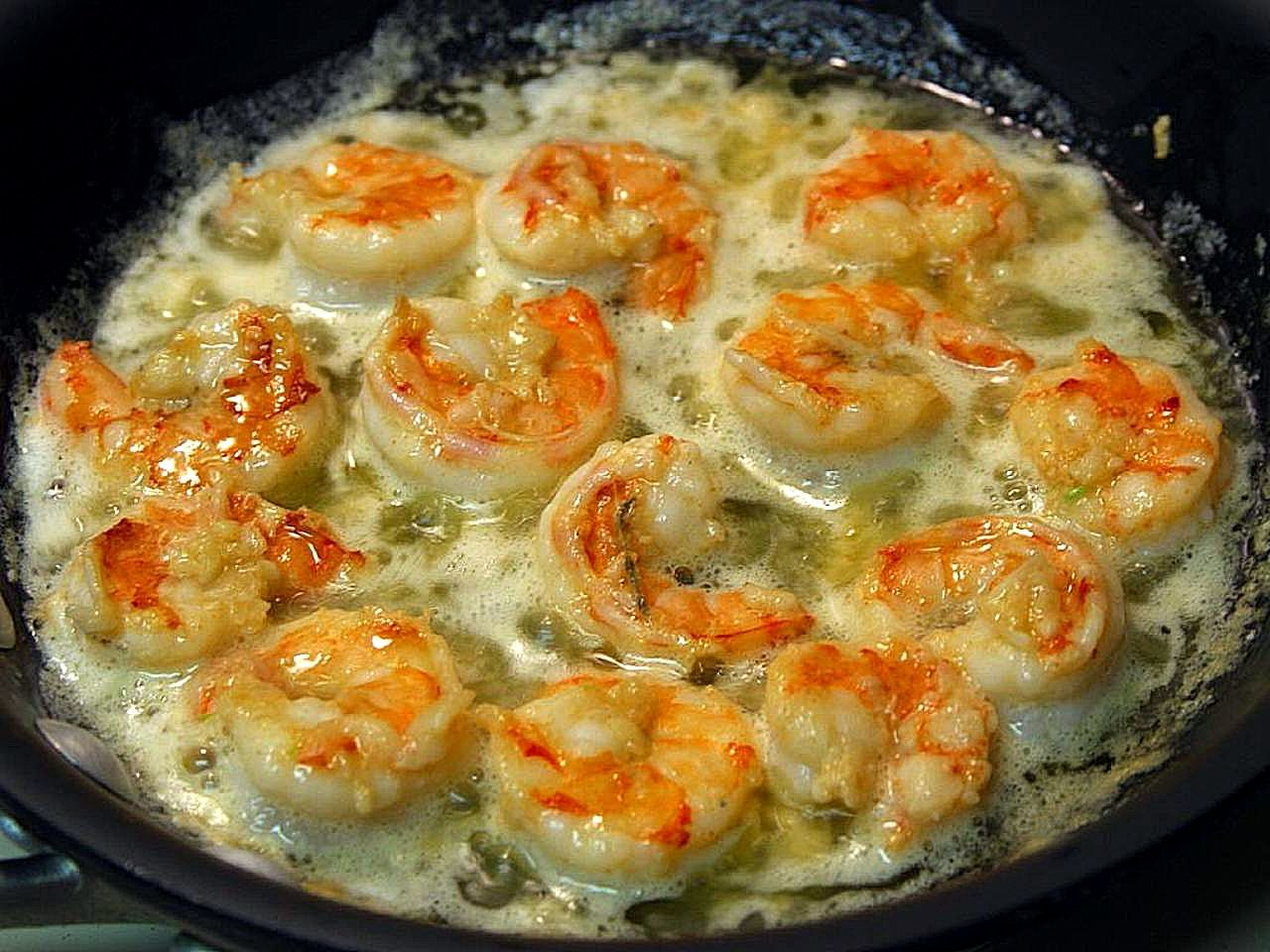
السكمبي مقدمًا للأكل

السَّكَمبي أو الإسكمبي هو طبق مأكولات بحرية قائم على القشريات، ويتميز خصوصًا ببرغوث البحر النرويجي (الذي يسمى سكمبي بالإيطالي الذي يعطي الطبق اسمه)، بالإضافة إلى الروبيان أو الجمبري ، والذي يختلف إقليميًا في التحضير. ويستخدم مصطلح السكمبي أيضًا لوصف أسلوب طبخ (من القشريات مثل برغوث البحر أو الروبيان المقلي في زيت الزيتون والثوم والنبيذ الأبيض، ومزين بجبن البارميزان وعصير الليمون).